# Nonstop!
Nonstop! è il cinquantaquattresimo album in studio del cantante statunitense James Brown, pubblicato nel 1981.

## Tracce
1. Popcorn 80's – 3:43
2. Give That Bass Player Some – 6:29
3. You're My Only Love – 4:58
4. World Cycle Inc. – 3:03
5. Super Bull / Super Bad – 6:58
6. Love 80's – 9:58
7. I Go Crazy – 3:35